# 内田尋子
内田 尋子（うちだ ひろこ、1947年3月2日 - ）は、日本の女性俳優、声優。長野県出身。地球儀所属。以前はスターダス・21に所属していた。

## 出演

### 映画
2011年
- うさぎドロップ 監督：SABU
- はぐれ雲 監督：篠田正浩
- 無頼漢 監督：篠田正浩

### テレビドラマ
- 愛はみえる〜全盲夫婦に宿った小さな命
- 相棒2
- 弟
- 岸辺のアルバム 第15話（1977年） - 市民
- 木下課長とボク
- ケータイ捜査官7 - 蕎麦屋の女将
- 外科医 鳩村周五郎8
- さくら心中
- セレブと貧乏太郎
- ぼくの妹
- 松本清張没後20年特別企画・市長死す
- マルモのおきて - 通りがかりのおばさん
- 臨場
- ワン・ツー・アタック
- あまちゃん（2013、NHK総合） - 大久保
- 相棒（2014年） ‐ 安井登美子
- 残花繚乱（2015年） ‐ 落合百合子
- はぐれ署長の殺人急行3（2018年） ‐ 下山幸子
- 60 誤判対策室（2018年） ‐ 梶永多恵
- メゾン・ド・ポリス（2019年） ‐ 平松祥恵

### 吹き替え
- 青い自転車
- アフリカの蹄
- ER Ⅸ 緊急救命室 #18 - マティ・ギルマン〈ジル・C・クライン〉 役
- ER ⅩⅠ 緊急救命室 #18 - デブラ・グラハム〈ジュディアン・エルダー〉 役
- ER ⅩⅡ 緊急救命室 #3 - ノーマ・ベックウィズ〈エリザベス・サンプソン〉 役
- ER ⅩⅢ 緊急救命室 #12 - ベティ・ディクソン〈アレイナ・リード・ホール〉 役
- 騎馬警官
- ザ・ボルケーノ
- ゾディアック
- 地中海
- ティーン・タイタンズ - マザー・メーアイ 役
- デンジャラス・ビューティー2
- Dr.Tと女たち
- 真夜中の銃声
- 名探偵モンク2
- ミス・マープル4 なぜ、エヴァンズに頼まなかったのか? - ヘレン・レデラー 役
- 私はケイトリン - エージェント 役

### CM
- 明治製菓「カラダナビ」

### ナレーション
- アリコ てごろでがっちり終身医療保険編

### 舞台
- 劇団キンダースペース第33回公演 シアターχ提携公演「キンダースペース版 金色夜叉」東京・両国シアターχ(カイ)（原作：尾崎紅葉 構成・脚本・演出：原田一樹）
- 幽霊はここにいる（作：安部公房 演出：西沢栄治）
- 朝食前（作：ユージン・オニール）
- かくてベタニアまで（作：ジャン・ジロドウ）
- 狼少年（作：寺山修司 国際演劇祭―ルーマニア）
- 秋の夜（作：市川夏江 演出：原田一樹）
- フェアリーテール・シアター（作・演出：原田一樹）
- OUR COUNTRY’S GOOD（演出：松本祐子）
- 美輪明宏版-愛の賛歌（演出：美輪明宏 ル・テアトル銀座）
- ひねもすの煙（東京スウィカ）
- マッチ売りの少女（劇団ナック）
- 女の平和（五月舎）
- 狂人なおもて往生をとぐ（レクラム社）
- 野麦峠（新芸座）
- セチュアンの善人（新芸座）
- 羅生門（ルーマニア国際演劇祭）
- 狼少年（ルーマニア国際演劇祭）
- 銃剣と処客の舞い（ソウル国際演劇祭）
- かくてベタニアまで（劇団浪漫劇場）
- ストレス解消センター行き（ギィ・フォアシー・シアター）
- 晩餐会への招待（ギィ・フォアシー・シアター）
- 深い青い海（国際青年演劇センター）
- フェアリーテール・シアター（演出：原田一樹 劇団キンダースペース）